# Bun'yō Ishikawa
Bun'yō Ishikawa (石川 文洋, Ishikawa Bun'yō, né le 10 mars 1938) est un photographe japonais.
Stationné à Saigon, Ishikawa couvre la guerre du Vietnam comme photojournaliste de 1964 à 1968. Il travaille comme photographe pour le Asahi shinbun de 1969 à 1984, puis comme photographe indépendant après 1984. Dès lors, Ishikawa continue à photographier dans les zones de conflit à travers le monde, mais est également connu pour les photographies de la vie quotidienne, des portraits et des danses des îles Ryūkyū.
En 1998, Ishikawa fait don d'environ 250 photographies mettant l'accent sur la guerre du Vietnam pour faire partie d'une exposition permanente au musée des vestiges de guerre à Hô Chi Minh-Ville. Ishikawa donne également 270 photographies à la salle d'exposition Material Culture after World War II d'Okinawa pour en faire une exposition permanente.

## Livres
- Forefront of Vietnam, 1967, Yomiuri Shimbun
- This is the Vietnam War (Photograph Book), 1967, Yomiuri Shimbun
- The Vietnam War and the People, 1971, Asahi Shinbunsha
- Photo Reportage. North Vietnam, 1973, Asahi Shinbunsha
- Chien Tranh Giai Phong Viet Nam, 1977
- War and Man: Photo Document Vietnam, 1989, Sowa Shuppan

## Expositions
- War, Soldiers, and People (1970)
- North Vietnam (1973)
- South Yemen (1978)
- People and Angkor in Cambodia (1981)
- Ryukyu Dance (1983)
- North Korea (1984)
- Age of Discovery (1987)
- One Year of Fukae-Fugen (1994)
- Illusion of Venice (1994)
- 35 Years Reporting War and Peace in Vietnam (1998)
- War and American Bases in Okinawa (2000)
- 30-year Return of Okinawa (2002)
- 65-year-old challenge: Walking Journey across Japan (2004)
- Smile in the World (2007)
- Place over Shikoku Eighty-eigh (2009)[5].

## Récompenses et distinctions
- Prix de la Société de photographie du Japon en (1973)
- Press Photographers Association Awards Japan Magazine (1982, 1983)
- Special Award Japan Congress of Journalists (JCJ) (1990)
- Award / Sweden Prize civic culture Ichikawa (1997)
- Business Achievement Award from the Vietnamese government of Culture and Communication (2005)

## Source de la traduction
- (en) Cet article est partiellement ou en totalité issu de l’article de Wikipédia en anglais intitulé « Bun'yō Ishikawa » (voir la liste des auteurs).